# Handley Page Halifax
Вижте пояснителната страница за други значения на Халифакс.
Handley Page Halifax (Хендли Пейдж Халифакс) е британски тежък, четиримоторен бомбардировач използван по време на Втората световна война.
Съвременникът на знаменития Ланкастър – Халифакс, остава на въоръжение до края на войната. Освен Кралските военновъздушни сили, е на въоръжение и в новозеландските, канадските, френските, пакистанските и египетски ВВС.